# 경민여자중학교
경민여자중학교(慶旼女子中學校)는 대한민국 경기도 의정부시 가능동에 있는 사립 중학교이다.

## 학교 연혁
- 1968년 12월 3일 : 경민여자중학교 설립 인가
- 1969년 3월 7일 : 경민여자중학교 개교
- 1969년 3월 7일 : 박근용 교장 취임
- 2019년 12월 31일 : 혁신학교 운영 기관 표창(경기도교육청)
- 2023년 3월 1일 : 이윤걸 교장 취임
- 2024년 1월 9일 : 경민여자중학교 제53회 졸업식

## 참고 자료
- 경민여자중학교 - 한국교육학술정보원 학교알리미